# Qingdao Jeugd Voetbalstadion
Het Qingdao Jeugd Voetbalstadion (Chinees: 青春足球场;) is een multifunctioneel stadion in Qingdao, een stad in China. In het stadion kunnen 50.000 toeschouwers.
In 2019 werd bekendgemaakt dat China het Aziatisch kampioenschap voetbal 2023 mocht organiseren. Een van de speelsteden zou Qingdao worden en besloten werd om een nieuw stadion te bouwen. De bouw begon op 31 juli 2020. Het stadion zou eerst in 2022 klaar zijn, maar vanwege de coronapandemie liep de bouw vertraging op. Inmiddels had China zich ook teruggetrokken als gastland voor het Aziatisch kampioenschap. Op 25 april 2023 was de opening van het stadion. Tijdens de opening werd de openingswedstrijd gespeeld tussen Qingdao Hainiu en Beijing Guoan (3–1). 
De voetbalclub Qingdao Jonoon gebruikt dit stadion voor het spelen van zijn thuiswedstrijden. In oktober 2024 speelde het Chinese voetbalelftal hier een internationale wedstrijd tegen Indonesië.